# 게일 루빈
게일 S. 루빈(Gayle S. Rubin, 1949년 ~ )은 활동가이자 성정치학 이론으로 알려진 미국의 문화 인류학자이다. 문화 인류학적 연구와 성적 하위 문화 뿐만 아니라 여성주의, 사도마조히즘, 성매매, 소아성애증, 포르노그래피, 레즈비언 문학을 포함하는 범주의 주제로 저작을 하였다. 그녀는 앤아버의 미시간 대학교 문화 인류학, 여성학 부교수이다.

## 생애

### 대학 시절과 초기 활동
1968년에 게일 루빈은 미시간 대학교에서 활동하였던 초기 페미니스트 그룹의 일원이었으며, 여성 운동에 대한 논문을 작성하거나 《앤아버 아거스》(Ann Arbor Argus)에 기고하였다. 1970년에는 초기 레즈비언 페미니스트 그룹인 앤아버의 래디컬레즈비언스(Radicalesbians)의 창립에 협력하였다.
루빈은 최초로 젠더와 강제된 이성애가 생산되고 여성이 제2의 위치에 강제되는 역사적, 사회적 체계를 발견하고자 노력한 《여성 거래》(Traffic in Women: Notes on the 'Political Economy' of Sex)를 통하여 두각을 나타내었다. 젠더(사회적 성)와 섹스(생물학적 성)에 차이가 있다는 논문의 주장은 여성학의 중심 담론이 되었다.

### 샌프란시스코
1978년, 루빈은 소수자의 성적 관행을 임상의 영역으로 보거나 개인 심리학을 통하여 판단하는 것이 아닌 인류학자로서 게이들의 가죽 하위 문화(leather subculture)를 연구하기 위하여 샌프란시스코로 이사하였다. 같은 해 6월 13일에 루빈은 패트릭 캘리피아(Patrick Califia, 미국의 작가) 외 16인과 함께 최초로 알려진 레즈비언 SM 그룹, 새머아(Samois)를 창립하였다. 1983년 5월에 새머아는 해체되었고, 루빈은 새로운 조직 아웃캐스츠(the Outcasts)의 창립에 참여하였다. 루빈은 현재는 고전이 된 논문을 1982년 뉴욕에서 열린 버나드 칸퍼런스 온 섹슈얼리티(1982 Barnard Conference on Sexuality)에서 발표하여 1970년대 말과 1980년대에 일어난 여성주의자 섹스 논쟁(Feminist sex war, 또는 포르노 논쟁)에서 두드러진 친섹스 활동가가 되었다.
루빈은 앨런 베루비(Allan Berube, 미국의 역사가), 에스텔 프리드먼(Estelle Freedman, 미국의 역사가), 앰버 홀리보(Amber Hollibaugh, 미국의 작가) 등이 소속되어 있던 사적 연구 모임 샌프란시스코 레즈비언 앤드 게이 히스토리 프로젝트(San Francisco Lesbian and Gay History Project)의 일원이 되었으며,  1985년 설립된 GLBT 히스토리컬 소사이어티(GLBT Historical Society)의 창립 회원이 되었다. 루빈은 성소수자들에 대한 잘 보존된 역사적 기록의 필요성을 주장하며 "성소소수자로서의 생활은 흔적을 거의 남기지 않는 멋진 분출의 예들로 가득차 있다... 이들의 역사 전승 보호에 실패한 사람들은 결국 그것을 소실할 수밖에 없다."고 하였다.

## 주요 저작
- 《디비에이션스》(Deviations: A Gayle Rubin Reader), 듀크 대학교 출판부, 2012년.
  - 신혜수, 임옥희, 조혜영, 허윤 역, 《일탈: 게일 루빈 선집》 , 현실문화, 2015년, ISBN 978-89-6564-174-2

## 같이 보기
- 여성주의 성 전쟁